# Nadejda Talanova
Nadejda Aleksandrovna Talanova (en russe : Надежда Александровна Таланова), née le 17 avril 1967 à Kizner en Oudmourtie, est une biathlète russe. 
Aux Jeux olympiques d'hiver de 1994 à Lillehammer, elle est sacrée championne olympique en relais. Elle remporte aussi cinq médailles aux Championnats du monde dont celle en argent sur le sprint en 1993.

## Biographie
Au tout début des années 1990, elle fait son apparition au niveau international sous les couleurs soviétiques jusqu'en l'effondrement de l'URSS en 1992. En 1993, de retour à plein temps dans la Coupe du monde, elle devient vice-championne du monde du sprint à Borvets, derrière Myriam Bédard, ce qui constitue son premier podium individuel. Elle est y est aussi médaillée de bronze au relais.
En 1998, elle remporte les trois titres européens individuels et un titre de championne du monde de biathlon d'été. Pour sa dernière saison au niveau international en 1998-1999, elle monte sur son septième et ultime podium individuel en Coupe du monde à Oberhof et gagne une médaille d'argent en relais aux Championnats du monde.

## Palmarès

### Jeux olympiques d'hiver
| Épreuve / Édition   | Individuel | Sprint | Relais                         |
| ------------------- | ---------- | ------ | ------------------------------ |
| JO 1994 Lillehammer | 16e        | 19e    | Médaille d'or, Jeux olympiques |

### Championnats du monde
| Mondiaux \ Épreuve      | individuel     | Sprint                   | Poursuite                        | Départ en masse                  | Relais                    | Course par équipes               |
| 1991 Lahti              | 15e            | -                        | Épreuve inexistante à cette date | Épreuve inexistante à cette date | -                         | -                                |
| 1993 Borovets           |                | Médaille d'argent, monde | Épreuve inexistante à cette date | Épreuve inexistante à cette date | Médaille de bronze, monde | -                                |
| 1994 Canmore            | JO Lillehammer | JO Lillehammer           | Épreuve inexistante à cette date | Épreuve inexistante à cette date | JO Lillehammer            | Abandon                          |
| 1995 Antholz Anterselva | -              | 16e                      | Épreuve inexistante à cette date | Épreuve inexistante à cette date | 6e                        | -                                |
| 1997 Osrblie            | -              | 11e                      | 10e                              | Épreuve inexistante à cette date | Médaille de bronze, monde | Médaille d'argent, monde         |
| 1998 Pokljuka           | JO Nagano      | JO Nagano                | 19e                              | Épreuve inexistante à cette date | JO Nagano                 | -                                |
| 1999 Kontiolahti Oslo   | 17e            | 20e                      | -                                | -                                | Médaille d'argent, monde  | Épreuve inexistante à cette date |

Légende :

 : première place, médaille d'or

 : deuxième place, médaille d'argent

 : troisième place, médaille de bronze

 : épreuve inexistante à cette date

— : pas de participation à cette épreuve

### Coupe du monde
- Meilleur classement général : 5e en 1994.
- 7 podiums individuels[1] : 1 victoire, 3 deuxièmes places et 3 troisièmes places.
- 4 victoires en relais.

#### Détail des victoires individuelles
| Saison / Épreuve | Individuel | Sprint | Poursuite | Mass start | Total |
| 1993-1994        | Canmore    |        |           |            | 1     |
| Total            | 0          | 1      | 0         | 0          | 1     |

#### Classements annuels
| Année | Classement général final |
| 1991  | 38e                      |
| 1992  | 60e                      |
| 1993  | 49e                      |
| 1994  | 5e                       |
| 1995  | 6e                       |
| 1998  | 35e                      |
| 1999  | 26e                      |

### Championnats d'Europe
- Médaille d'or du sprint, de la poursuite et de l'individuel en 1998.
- Médaille d'argent du relais en 1998.

### Championnats du monde de biathlon d'été
- Médaille d'or du sprint en 1998 (cross).